# Faris Haroun
Faris Haroun (Brussel, 22 september 1985) is een Belgisch voetbaltrainer en voormalig voetballer met Tsjadische roots, die doorgaans speelde als centrale middenvelder. Hij kwam achtereenvolgens uit voor Racing Genk, Germinal Beerschot, Middlesbrough, Blackpool, Cercle Brugge en uiteindelijk Antwerp FC waar hij tweemaal de Beker van België won en landskampioen in de Belgische tweede en eerste klasse werd. Sinds medio 2023 is hij hoofdtrainer van Young Reds Antwerp. Haroun speelde zes interlands voor het Belgisch voetbalelftal.

## Carrière

### Jeugd
Haroun begon te voetballen bij de plaatselijke voetbalclub SCUP Jette, hier werd hij weggehaald door RWDM waar hij tot 2000 in de jeugdopleiding speelde. Daarna speelde hij nog van 2000 tot 2003 in de jeugdopleiding van RSD Jette.

### KRC Genk
In 2003 haalde de Limburgse topclub KRC Genk hem weg bij RSD Jette. Hij kreeg bij Genk meteen een plaats in de A-kern en speelde dat seizoen 12 wedstrijden waarin hij 3 goals scoorde. Hij speelde uiteindelijk 5 seizoenen voor de topclub. In deze 5 seizoenen speelde hij 104 wedstrijden waarin hij 16 goals scoorde.

### Germinal Beerschot
Op 16 juli 2008 ondertekende Haroun een vierjarige verbintenis bij Germinal Beerschot. Hij maakte zijn debuut voor de club in de wedstrijd tegen VC Westerlo. In zijn tweede wedstrijd tegen KSV Roeselare scoorde hij meteen 2 keer. In zijn eerste seizoen maakte hij indruk bij de club uit Antwerpen, hij speelde 31 wedstrijden waarin hij 8 goals scoorde. Haroun speelde uiteindelijk 3 seizoenen bij de club en speelde 91 wedstrijden waarin hij 23 keer scoorde.

### Engeland
Op 10 augustus 2011 tekende hij een contract bij de Engelse tweedeklasser Middlesbrough FC. Hij maakte zijn debuut voor de club in de wedstrijd tegen Birmingham City waarin hij meteen scoorde. Middlesbrough won de wedstrijd met 3-1, Haroun scoorde de 2-1 en zette de club dus op voorsprong. In zijn eerste seizoen bij de club speelde hij 32 wedstrijden waarin hij 2 goals scoorde. Hij kon uiteindelijk net niet promoveren met de club. In het seizoen 2013-2014 raakte Haroun op een zijspoor bij Middlesbrough FC en eind januari 2014 werd zijn contract bij de club ontbonden.
Haroun maakte het seizoen uiteindelijk af bij reeksgenoot Blackpool FC waarvoor hij een half seizoen speelde. Hij kwam er aan 9 competitiewedstrijden.

### Cercle Brugge
In januari 2015 sloot Haroun zich transfervrij aan bij de Belgische eersteklasser Cercle Brugge dat op dat moment volop aan het strijden was tegen de degradatie. Haroun kon niet verhinderen dat Cercle eind dat seizoen zakte naar de op één na hoogste afdeling. De volgende 1,5 seizoenen speelde hij met Cercle Brugge in de tweede afdeling.

### Antwerp
In januari 2017 haalde reeksgenoot Royal Antwerp FC hem binnen. Haroun werd meteen een belangrijke speler en leidersfiguur op het Antwerpse middenveld. Hij werd gehaald met als doel terug te promoveren naar de hoogste afdeling. Hier slaagde men ook in, Haroun won met Antwerp de titelwedstrijden tegen KSV Roeselare voor het kampioenschap in Eerste klasse B en wist zo terug naar de hoogste afdeling te promoveren. Ook in Eerste klasse A was Haroun, tevens als aanvoerder, een belangrijke speler op het Antwerpse middenveld. In het seizoen 2019/20 won hij met Antwerp de Beker van België door in de finale Club Brugge te verslaan. Als aanvoerder mocht Haroun deze trofee in de lucht steken. Anno 2021 was hij de enige speler die nog overbleef van het team dat in 1B actief was. Medio 2023 nam hij op 37-jarige leeftijd afscheid van het professionele voetbal nadat hij landskampioen werd met Antwerp. Hij bleef bij de club waar hij hoofdtrainer werd van de Young Reds Antwerp in Eerste nationale.

## Statistieken[1]
| Club             | Seizoen | Jupiler Pro League   | Jupiler Pro League   | Play-offs | Play-offs | Beker van België | Beker van België | Europa | Europa | Totaal | Totaal |
| Club             | Seizoen | Wed                  | Goals                | Wed       | Goals     | Wed              | Goals            | Wed    | Goals  | Wed    | Goals  |
| ---------------- | ------- | -------------------- | -------------------- | --------- | --------- | ---------------- | ---------------- | ------ | ------ | ------ | ------ |
| RC Genk          | 2003/04 | 12                   | 3                    | —         | —         | 0                | 0                | 0      | 0      | 12     | 3      |
| RC Genk          | 2004/05 | 23                   | 4                    | —         | —         | 0                | 0                | 0      | 0      | 23     | 4      |
| RC Genk          | 2005/06 | 20                   | 0                    | —         | —         | 0                | 0                | 0      | 0      | 20     | 0      |
| RC Genk          | 2006/07 | 21                   | 5                    | —         | —         | 0                | 0                | 0      | 0      | 21     | 5      |
| RC Genk          | 2007/08 | 28                   | 4                    | —         | —         | 0                | 0                | 1      | 0      | 29     | 4      |
| K. Beerschot AC  | 2008/09 | 31                   | 8                    | —         | —         | 0                | 0                | —      | —      | 31     | 8      |
| K. Beerschot AC  | 2009/10 | 25                   | 9                    | 6         | 1         | 1                | 0                | —      | —      | 32     | 10     |
| K. Beerschot AC  | 2010/11 | 26                   | 5                    | 2         | 0         | 4                | 1                | —      | —      | 32     | 6      |
| Club             | Seizoen | EFL Championship     | EFL Championship     | FA Cup    | FA Cup    | League Cup       | League Cup       | Europa | Europa | Totaal | Totaal |
| Club             | Seizoen | Wed                  | Goals                | Wed       | Goals     | Wed              | Goals            | Wed    | Goals  | Wed    | Goals  |
| Middlesbrough FC | 2011/12 | 32                   | 2                    | 1         | 0         | 2                | 0                | —      | —      | 35     | 2      |
| Middlesbrough FC | 2012/13 | 23                   | 4                    | 2         | 0         | 4                | 0                | —      | —      | 29     | 4      |
| Middlesbrough FC | 2013/14 | 1                    | 0                    | 0         | 0         | 0                | 0                | —      | —      | 1      | 0      |
| Blackpool FC     | 2013/14 | 9                    | 0                    | 0         | 0         | 2                | 0                | —      | —      | 11     | 0      |
| Club             | Seizoen | Jupiler Pro League * | Jupiler Pro League * | Play-offs | Play-offs | Beker van België | Beker van België | Europa | Europa | Totaal | Totaal |
| Club             | Seizoen | Wed                  | Goals                | Wed       | Goals     | Wed              | Goals            | Wed    | Goals  | Wed    | Goals  |
| Cercle Brugge    | 2014/15 | 13                   | 0                    | 0         | 0         | 0                | 0                | —      | —      | 13     | 0      |
| Cercle Brugge    | 2015/16 | 29                   | 5                    | 0         | 0         | 2                | 1                | —      | —      | 31     | 6      |
| Cercle Brugge    | 2016/17 | 17                   | 3                    | 0         | 0         | 1                | 0                | —      | —      | 18     | 3      |
| Royal Antwerp FC | 2016/17 | 9                    | 1                    | 0         | 0         | 0                | 0                | —      | —      | 9      | 1      |
| Royal Antwerp FC | 2017/18 | 27                   | 3                    | 6         | 0         | 0                | 0                | —      | —      | 33     | 3      |
| Royal Antwerp FC | 2018/19 | 33                   | 5                    | 1         | 0         | 0                | 0                | —      | —      | 34     | 5      |
| Royal Antwerp FC | 2019/20 | 25                   | 0                    | 0         | 0         | 5                | 0                | 4      | 0      | 34     | 0      |
| Royal Antwerp FC | 2020/21 | 17                   | 1                    | 0         | 0         | 0                | 0                | 6      | 0      | 23     | 1      |
| Totaal           |         | 421                  | 62                   | 18        | 1         | 21               | 2                | 11     | 0      | 471    | 65     |

- Het seizoen 2015/16 en 2016/17 betreft niet de Jupiler Pro League, maar de Belgische tweede klasse, 1B respectievelijk.

## Nationale selectie
Haroun speelde van 2007 tot 2009 zes interlands voor België. Hij maakte zijn debuut tegen Finland. Hij speelde ook mee op de Olympische Spelen van 2008 en scoorde zelfs de winnende goal in de wedstrijd tegen Nieuw-Zeeland. Hij werd uiteindelijk vierde op de Spelen en greep dus net naast een medaille.

## Erelijst
| Kampioen Eerste Klasse B | 1× | 2016/17          |
| Beker van België         | 2x | 2019/20, 2022/23 |
| Kampioen Eerste Klasse A | 1x | 2022/23          |

## Trivia
- Zijn drie jaar jongere broer Nadjim Haroun is ook betaald voetballer.
- De vader van Haroun is afkomstig uit Tsjaad.